# 山里宫
山里宫，位于中国广东省湛江市雷州市白沙镇黎郭村，为湛江市雷州市的一个市级文物保护单位，类型为古建筑，公布时间为2003年12月29日。
山里宫的历史年代为明代。